# Курганівка (Борисовський район)
Курганівка (біл. вёска Курганаўка) — село в складі Борисовського району Мінської області, Білорусь. Село підпорядковане Неманицькій сільській раді, розташоване в північно-східній частині області.